# 베이사탄역
베이사탄역(중국어: 北沙滩站)은 중국 베이징시 하이뎬구 쉐위안루 가도와 차오양구 아오윈춘 가도 경계의 칭화 동로·다툰로·징장 고속공로 교차로에 위치한다. 베이징 지하철 15호선의 지하철역으로 2014년 12월 28일에 15호선 1단계 서부 구간 개통과 함께 개장되었다.

## 위치
본 역은 징장 고속공로(남북 방향)와 칭화 동로 - 다툰로가 교차하는 베이사탄교 서측에 위치하고, 샤오위에허(小月河) 동쪽에 동서 방향으로 배열되어 있다.

## 역 구조
본 역은 섬식 승강장으로 설계된 지하역으로, 오픈컷 공법을 이용하여 시공되었다.
본 역은 1단계 동부 구역의 역과 마찬가지로 주색으로 장식되어 있다.

### 층별 구조
| 지면층             | 지면                            | A－C출입구                                |
| 지하 1층 대합실 층 | 대합실                          | 고객센터, 자동 발매기, 출입 게이트        |
| 지하 2층 승강장 층 | ←                               | ■ 15호선 칭화둥루시커우 방면 (류다오커우) |
| 지하 2층 승강장 층 | 섬식 승강장, 왼쪽 출입문이 열림 |                                           |
| 지하 2층 승강장 층 | →                               | ■ 15호선 펑보 방면 (올림픽공원)           |

## 출입구
|                         |                                               |                    |      |           |
| 출구                    | 지시                                          | 목적지             | 사진 | 편의 시설 |
| 出口 · A                | 칭화 동로(清华东路) 북측                      |                    |      | 빈칸      |
| 出口 · B · 1            | G6보로(G6辅路) 서측, 칭화 동로(清华东路) 북측 |                    |      |           |
| 出口 · B · 2            | G6보로(G6辅路) 동측, 다툰로(大屯路) 북측      | 红星美凯龙北四环店 |      | 빈칸      |
| 出口 · C                | G6보로(G6辅路) 서측, 칭화 동로(清华东路) 남측 |                    |      |           |
| 아이콘 설명: 엘리베이터 |                                               |                    |      |           |

## 미래 계획
본 역은 향후 19호선 북부 연장 계획으로 환승역이 될 예정이다. 본 역은 초기 건설 당시 환승 전용역으로 건설되지 않았기 때문에 건설 시 장래에 19호선과의 환승을 추가하기 위해 역을 폐쇄해야 할 가능성도 배제할 수 없다.